# Yeliseyev Rocks
Die Yeliseyev Rocks (russisch Скалы Елисеева Skaly Jelissejewa) sind eine Gruppe von Felsvorsprüngen im ostantarktischen Königin-Maud-Land. In der Payergruppe der Hoelfjella bilden sie den südlichen Teil der Gruppe Linnormen.
Entdeckt und anhand von Luftaufnahmen kartiert wurden sie bei der Deutschen Antarktischen Expedition 1938/39 unter der Leitung des Polarforschers Alfred Ritscher. Luftaufnahmen und Vermessungen der Dritten Norwegischen Antarktisexpedition (1956–1960) aus den Jahren von 1958 bis 1959 dienten einer weiteren Kartierung. Schließlich kartierten sie auch Wissenschaftler einer Sowjetischen Antarktisexpedition zwischen 1960 und 1961, die sie zudem nach dem sowjetischen Geologen Nikolai Alexandrowitsch Jelissejew (1897–1966) benannten. Das Advisory Committee on Antarctic Names übertrug die russische Benennung 1970 ins Englische.